# Lucien Geay
Lucien Eugène Geay, né le 4 janvier 1900 à Malakoff et mort le 26 août 1976 à Nice, est un administrateur colonial français qui fut gouverneur de plusieurs territoires de l'Afrique occidentale française.

## Biographie
Lucien Geay commence sa carrière dans l'administration coloniale au Togo et à l'âge précoce de 28 ans assure l'intérim du poste de gouverneur au Dahomey,  du 29 août 1928 au 4 avril 1929. Lucien Geay est longtemps en poste au Cameroun français, où il est au début chef de district à Dschang, puis chef de l'administration régionale. En 1945, il atteint le rang d'administrateur en chef. Du 19 juillet 1947 au 31 décembre 1947, il est gouverneur intérimaire de Mauritanie et, du 24 novembre 1948 au 25 février 1949, il remplace par intérim Jean-François Toby en tant que gouverneur du Niger. Du 22 mars 1950 à octobre 1950, il remplace par intérim Albert Mouragues en tant que gouverneur de la Haute-Volta. Il succède à Camille Bailly le 25 avril 1952 en tant que gouverneur du Sénégal. Ce poste est important car le Sénégal est la colonie la plus ancienne de France et sa capitale, Dakar, est aussi la capitale de toute l'Afrique occidentale française. Geay assure aussi l'intérim à partir du 2 décembre 1953 du Soudan français. Le 19 février 1954, Maxime Jourdain devient le nouveau gouverneur du Sénégal. Geay à partir du 10 février 1954 n'est plus gouverneur intérimaire, mais gouverneur du Soudan français. Le suivant n'est plus gouverneur, mais haut-commissaire, ce qui devient le nouveau titre de ce poste. Il s'agit d'Henri Gipoulon en poste à partir du 3 novembre 1956.

## Distinctions

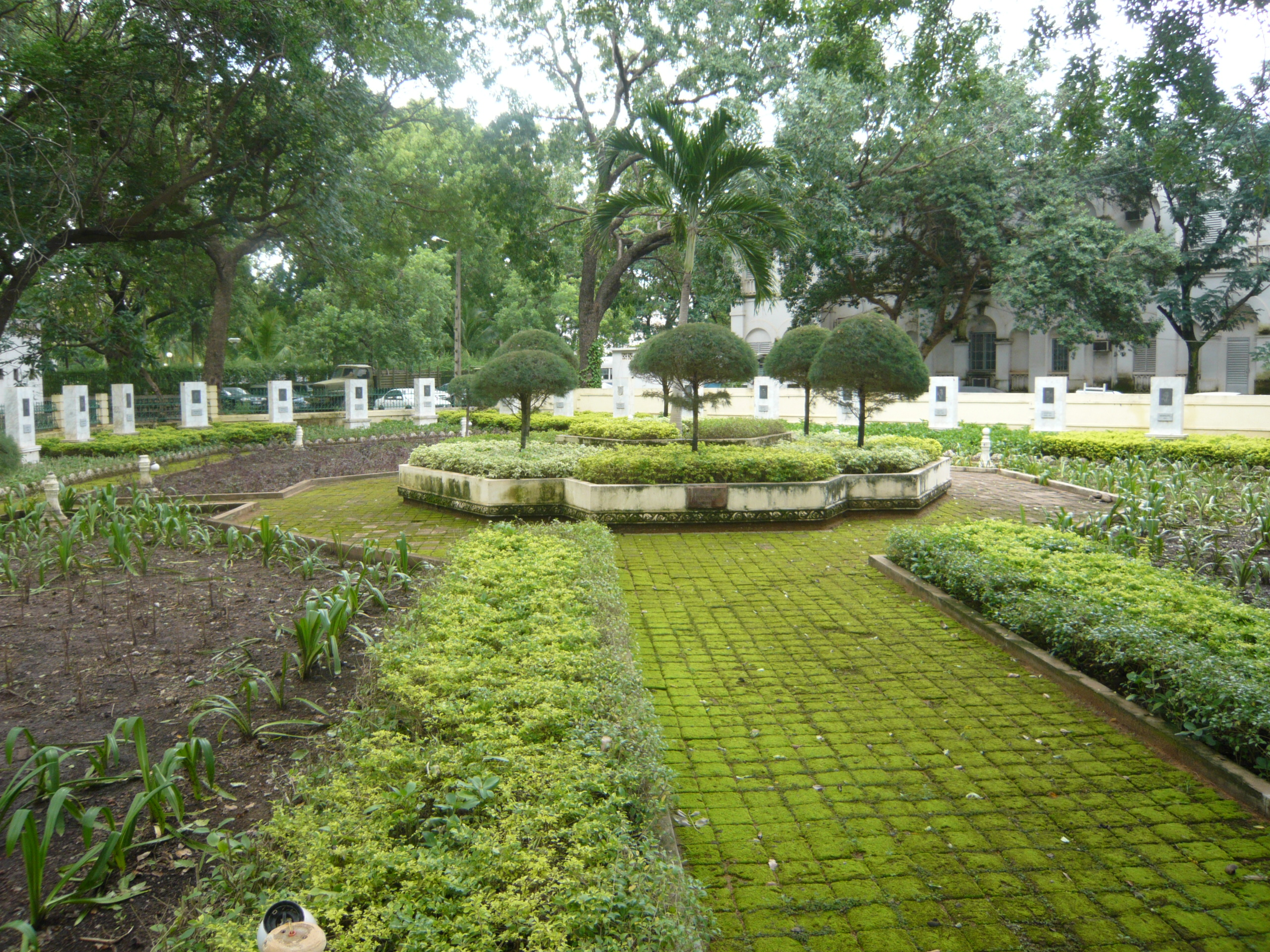
Place des Gouverneurs à Bamako; en hommage aux gouverneurs du Soudan français. Le monument de marbre comprend au fond les portraits en relief des gouverneurs.

- Gouverneur honoraire de première classe de la France d’Outre-Mer[1].